# Jérémie Kisling
Jérémie Kisling (Losanna, 27 febbraio 1976) è un cantautore svizzero nato come Jérémie Tschanz .
Esplorò varie forme di espressione prima della canzone. Le sue canzoni descrivono un universo malinconico, fragile e malandrino.

## Discografia
- Monsieur Obsolète, 2003
- Le Ours, 2005
- Antimatière, 2009
- Tout m'échappe, 2013
- Malhabiles, 2016